# Abam (Akonolinga)
Pour les articles homonymes, voir Abam.
Abam est une localité du Cameroun, située dans l'arrondissement (commune) d'Akonolinga, le département du Nyong-et-Mfoumou et la région du Centre.

## Population
En 1961, Abam comptait 312 habitants, principalement des Yebekolo. Lors du recensement de 2005, on y a dénombré 196 personnes.